# Plectorhinchus
Plectorhinchus är ett släkte av fiskar. Plectorhinchus ingår i familjen Haemulidae.

## Dottertaxa tillPlectorhinchus, i alfabetisk ordning[1]
- Plectorhinchus albovittatus
- Plectorhinchus ceylonensis
- Plectorhinchus chaetodonoides
- Plectorhinchus chrysotaenia
- Plectorhinchus chubbi
- Plectorhinchus cinctus
- Plectorhinchus diagrammus
- Plectorhinchus faetela
- Plectorhinchus flavomaculatus
- Plectorhinchus gaterinoides
- Plectorhinchus gaterinus
- Plectorhinchus gibbosus
- Plectorhinchus harrawayi
- Plectorhinchus lessonii
- Plectorhinchus lineatus
- Plectorhinchus macrolepis
- Plectorhinchus macrospilus
- Plectorhinchus mediterraneus
- Plectorhinchus multivittatus
- Plectorhinchus nigrus
- Plectorhinchus obscurus
- Plectorhinchus orientalis
- Plectorhinchus paulayi
- Plectorhinchus pictus
- Plectorhinchus picus
- Plectorhinchus plagiodesmus
- Plectorhinchus playfairi
- Plectorhinchus polytaenia
- Plectorhinchus punctatissimus
- Plectorhinchus schotaf
- Plectorhinchus sordidus
- Plectorhinchus umbrinus
- Plectorhinchus unicolor
- Plectorhinchus vittatus